# Routasydän
Routasydän è il terzo singolo della band finlandese Sentenced, pubblicato nel 2003 dalla Century Media Records. Il singolo contiene un'unica canzone, l'unica composta in finlandese dalla band, dedicata alla squadra di hockey su ghiaccio di Oulu, Kärpät.

## Tracce
1. Routasydän – 4:07

## Formazione
- Ville Laihiala - voce
- Miika Tenkula - chitarra
- Sami Lopakka - chitarra
- Vesa Ranta - batteria
- Sami Kukkohovi - basso